# Afonso Ligório
Afonso Ligório Pires de Carvalho (Luzilândia, 20 de outubro de 1928) é um escritor, jornalista, advogado e professor universitário brasileiro. Ocupa a cadeira cadeira XXI da Academia Brasiliense de Letras patrono: Rui Barbosa  e a cadeira nº 29 da Academia Piauiense de Letras.

## Biografia
Filho de uma professora de português da Escola Normal de Teresina e de um comerciante. Desde cedo, gostava de escrever e aos 14 anos fundou o Jornal O Autêntico, o qual circulou em Teresina em diversos períodos. Foi redator do Dário de Pernambuco, Última Hora de São Paulo e Correio Braziliense. Nos anos 60 foi Diretor de telejornalismo da TV Radio Clube de Pernambuco. Também foi Professor de comunicação social do Centro Universitário de Brasília - CEUB e da União Pioneira de Integração Social - UPIS, Fundador e editor da Revista de Atualidade Indígena e membro da Academia Brasiliense de Letras, da Academia Piauiense de Letras, da Associação Nacional de Escritores e do Instituto Histórico e Geográfico do Distrito Federal.

## Obras publicadas
- Só esta vez, (1987)
- Just This Time, (1990)
- Sollo esta vez, (1990)
- A Hora Marcada, (1991)
- Tempos de Leônidas Melo, (1994)
- Aníbal Fernandes - Um espadachim da imprensa, (1997)
- Capitania do Açúcar, (2000)
- Outros Tempos, (2002)
- Terra do Gado, (2007)
- A redescoberta do Brasil - O Barco do Rei, (2017)

## Prêmio
Um dos ganhadores do Prêmio Letterario Maestrale – San Marco Marengo D’Oro (Medalha de Prata) – Itália, pelo romance Capitania do açúcar (Bagaço Editora, 2000).